# Canton d'Arpajon-sur-Cère
Le canton d'Arpajon-sur-Cère est une circonscription électorale française située dans le département du Cantal et la région Auvergne-Rhône-Alpes. Créé en 1982, ses limites territoriales sont remaniées à la suite du redécoupage cantonal de 2014. Le nombre de communes du canton passe de 6 à 15, puis 14.

## Géographie
Ce canton est organisé autour d'Arpajon-sur-Cère dans l'arrondissement d'Aurillac. Son altitude varie de 180 m (Cassaniouze) à 844 m (Arpajon-sur-Cère).

## Histoire
Il est créé le 20 janvier 1982 par division du canton d'Aurillac-III auquel est ajoutée la commune de Teissières-lès-Bouliès.
Un nouveau découpage territorial du Cantal entre en vigueur en mars 2015, défini par le décret du 13 février 2014, en application des lois du 17 mai 2013 (loi organique 2013-402 et loi 2013-403). Les conseillers départementaux sont, à compter de ces élections, élus au scrutin majoritaire binominal mixte. Les électeurs de chaque canton élisent au Conseil départemental, nouvelle appellation du Conseil général, deux membres de sexe différent, qui se présentent en binôme de candidats. Les conseillers départementaux sont élus pour 6 ans au scrutin binominal majoritaire à deux tours, l'accès au second tour nécessitant 12,5 % des inscrits au 1er tour. En outre la totalité des conseillers départementaux est renouvelée. Ce nouveau mode de scrutin nécessite un redécoupage des cantons dont le nombre est divisé par deux avec arrondi à l'unité impaire supérieure si ce nombre n'est pas entier impair, assorti de conditions de seuils minimaux. Dans le Cantal, le nombre de cantons passe ainsi de 27 à 15. Le nombre de communes du cantons passe de 6 à 15.
Le nouveau canton est formé à partir de communes de l'ancien canton d'Arpajon-sur-Cère (2 communes) et de l'ancien canton de Montsalvy (13 communes).
À la suite de la création de la commune nouvelle de Puycapel, résultant de la fusion de Calvinet et Mourjou, le nombre de communes du canton est modifié et Puycapel est entièrement rattaché au canton de Maurs. Le nombre de communes est de 14.

## Canton depuis 2015

### Représentation
| Période élective | Période élective | Mandat | Mandat   | Identité            | Nuance | Nuance | Qualité |
| ---------------- | ---------------- | ------ | -------- | ------------------- | ------ | ------ | --- |
| 2015             | 2021             | 2015   | 2021     | Vincent Descoeur    |        | LR     | Ancien conseiller général du canton de Montsalvy, président du conseil général sortant, député, conseiller municipal de Montsalvy.                                     |
| 2015             | 2021             | 2015   | 2021     | Isabelle Lantuejoul |        | LR     | Conseillère municipale d'Arpajon-sur-Cère (maire depuis 2020) 9e vice-présidente du Cantal (Affaires régionales et européennes, Administration générale)               |
| 2021             | 2028             | 2021   | en cours | Vincent Descoeur    |        | LR     | Ancien conseiller général du canton de Montsalvy, ancien président du conseil général, député, conseiller municipal de Montsalvy.                                      |
| 2021             | 2028             | 2021   | en cours | Isabelle Lantuejoul |        | LR     | Maire d'Arpajon-sur-Cère 8e vice-présidente du Cantal (Administration générale, Affaires régionales et européennes) Suppléante de Vincent Descœur, député, depuis 2022 |

Lors des élections départementales de 2015, le binôme composé de Vincent Descoeur et Isabelle Lantuejoul (Union de la Droite) est élu au 1er tour avec 61,32 % des suffrages exprimés, devant le binôme composé de Vanessa Bonnefoy et Michel Roussy (Union de la Gauche) (29,44 %). Le taux de participation est de 60,67 % (5 555 votants sur 9 156 inscrits) contre 55,81 % au niveau départemental et 50,17 % au niveau national.
Lors des élections départementales de 2021, le binôme composé de Vincent Descoeur et Isabelle Lantuejoul (Droite, centre et indépendants) est élu au 1er tour avec 71,58 % des suffrages exprimés, devant le binôme composé de Valérie Bénech  et Clément Rouet  (Union de la Gauche) (28,42 %). Le taux de participation est de 46,72 % (4 137 votants sur 8 854 inscrits) contre 41,88 % au niveau départemental.

### Composition
Le nouveau canton d'Arpajon-sur-Cère comprend quatorze communes entières.
| Nom                                      | Code Insee | Intercommunalité                   | Superficie (km2) | Population (dernière pop. légale) | Densité (hab./km2) | Modifier                                    |
| ---------------------------------------- | ---------- | ---------------------------------- | ---------------- | --------------------------------- | ------------------ | ------------------------------------------- |
| Arpajon-sur-Cère (bureau centralisateur) | 15012      | CA du Bassin d'Aurillac            | 47,67            | 6 363 (2022)                      | 133                | modifier les données · modifier les données |
| Cassaniouze                              | 15029      | CC de la Châtaigneraie Cantalienne | 35,84            | 503 (2022)                        | 14                 | modifier les données · modifier les données |
| Junhac                                   | 15082      | CC de la Châtaigneraie Cantalienne | 27,71            | 288 (2022)                        | 10                 | modifier les données · modifier les données |
| Labesserette                             | 15084      | CC de la Châtaigneraie Cantalienne | 13,64            | 297 (2022)                        | 22                 | modifier les données · modifier les données |
| Lacapelle-del-Fraisse                    | 15087      | CC de la Châtaigneraie Cantalienne | 15,29            | 402 (2022)                        | 26                 | modifier les données · modifier les données |
| Ladinhac                                 | 15089      | CC de la Châtaigneraie Cantalienne | 26,72            | 435 (2022)                        | 16                 | modifier les données · modifier les données |
| Lafeuillade-en-Vézie                     | 15090      | CC de la Châtaigneraie Cantalienne | 16,54            | 591 (2022)                        | 36                 | modifier les données · modifier les données |
| Lapeyrugue                               | 15093      | CC de la Châtaigneraie Cantalienne | 8,47             | 94 (2022)                         | 11                 | modifier les données · modifier les données |
| Leucamp                                  | 15103      | CC de la Châtaigneraie Cantalienne | 13,50            | 244 (2022)                        | 18                 | modifier les données · modifier les données |
| Montsalvy                                | 15134      | CC de la Châtaigneraie Cantalienne | 20,29            | 832 (2022)                        | 41                 | modifier les données · modifier les données |
| Prunet                                   | 15156      | CC de la Châtaigneraie Cantalienne | 27,34            | 686 (2022)                        | 25                 | modifier les données · modifier les données |
| Sansac-Veinazès                          | 15222      | CC de la Châtaigneraie Cantalienne | 12,56            | 201 (2022)                        | 16                 | modifier les données · modifier les données |
| Sénezergues                              | 15226      | CC de la Châtaigneraie Cantalienne | 17,61            | 209 (2022)                        | 12                 | modifier les données · modifier les données |
| Vieillevie                               | 15260      | CC de la Châtaigneraie Cantalienne | 9,65             | 104 (2022)                        | 11                 | modifier les données · modifier les données |
| Canton d'Arpajon-sur-Cère                | 1501       |                                    | 292,83           | 11 249 (2022)                     | 38                 | modifier les données                        |

### Démographie
En 2022, le canton comptait 11 249 habitants, en évolution de −3,45 % par rapport à 2016 (Cantal : −1,08 %, France hors Mayotte : +2,11 %).
| 2013   | 2018   | 2022   |
| ------ | ------ | ------ |
| 11 674 | 11 112 | 11 249 |

## Canton avant 2015

### Représentation

#### Liste des conseillers généraux
| Période | Période          | Identité            | Étiquette   | Qualité |
| ------- | ---------------- | ------------------- | ----------- | --- |
| 1982    | 1983 (démission) | Robert Meyronneinc  | PS puis DVG | Médecin Maire d'Arpajon-sur-Cère (1959-1977) Ancien conseiller général du canton d'Aurillac-III                                                          |
| 1983    | 2004             | Yves Coussain       | UDF         | Cadre supérieur de banque Député (1988-2002) Maire de Teissières-lès-Bouliès (1983-1989) et (2008- ) Conseiller municipal d'Arpajon-sur-Cère (1989-2001) |
| 2004    | 2015             | Jean-Pierre Delpont | DVD         | Préfet honoraire 1er vice-président du Conseil Général                                                                                                   |

#### Résultats électoraux détaillés
- Élections cantonales de 2004 : Jean-Pierre Delpont (Divers droite) est élu au 2e tour avec 53,55 % des suffrages exprimés, devant Roland Bray (PS) (29,81 %) et Yves Coussain (UMP) (16,64 %). Le taux de participation est de 74,05 % (4 806 votants sur 6 490 inscrits)[14].
- Élections cantonales de 2011 : Jean-Pierre Delpont (Divers droite) est élu au 1er tour avec 63,24 % des suffrages exprimés, devant Sylvie Boudou (PS) (25,97 %). Patrick Perrier  (PCF) (5,58 %). Le taux de participation est de 66,43 % (2 082 votants sur 3 134 inscrits)[15].

### Composition
Le canton d'Arpajon-sur-Cère regroupait six communes.
| Nom                          | Code Insee | Codepostal | Superficie (km2) | Population (dernière pop. légale) | Densité (hab./km2) |
| ---------------------------- | ---------- | ---------- | ---------------- | --------------------------------- | ------------------ |
| Arpajon-sur-Cère (chef-lieu) | 15012      | 15130      | 47,67            | 6 192 (2012)                      | 130                |
| Labrousse                    | 15085      | 15130      | 19,86            | 431 (2012)                        | 22                 |
| Prunet                       | 15156      | 15130      | 27,34            | 614 (2012)                        | 22                 |
| Teissières-lès-Bouliès       | 15234      | 15130      | 19,51            | 316 (2012)                        | 16                 |
| Vézac                        | 15255      | 15130      | 15,02            | 1 196 (2012)                      | 80                 |
| Vezels-Roussy                | 15257      | 15130      | 12,87            | 144 (2012)                        | 11                 |

### Démographie
| 1982  | 1990  | 1999  | 2006  | 2011  | 2012  |
| ----- | ----- | ----- | ----- | ----- | ----- |
| 7 079 | 7 627 | 7 804 | 8 340 | 8 793 | 8 893 |